# Antonio Fumanal
Antonio Fumanal (Barbastro, Huesca, 1964), químico, maestro cervecero e investigador alimentario. Es coautor de “Historia S.XIX en España”, de la Institución Fernando el Católico y de “El Futuro de la Cerveza”, de la Academia Gastronómica.
Tras su paso por Procter & Gamble, desde el año 2000 es el maestro cervecero de Cervezas Ámbar, donde es autor de diversas cervezas como Ámbar negra, Ámbar Cesaraugusta, Sputnik, Ámbar Lemon, Ámbar Mansana o Ámbar Celiacos.

## Reconocimientos
En su trayectoria como maestro cervecero Fumanal y sus creaciones han recibido diferente reconocimientos:

- Premio “Profesor G. Varela Mosquera”, 2016, por su trayectoria en el campo de la investigación e innovación en el área del conocimiento de la alimentación. Concedido por la Sociedad Española de Nutrición Comunitaria.
- Ámbar Especial. Medalla de Plata, 2015. World Beer Challenge.
- Ámbar Export. Medalla de Oro, 2015 y 2016. World Beer Challenge.
- Ámbar Especial. Medalla de Oro, 2016. World Beer Challenge.
- Ámbar Especial. Medalla de Oro Internacional. (Lager-Estilo Dortmunder), 2016. World Beer Award.
- Ámbar Export. Mejor cerveza española (Lager-Seasonal Beer), 2016. World Beer Award.
- Ámbar Picante. Mejor cerveza española (Spiced and herbal beer), 2016. World Beer Award.
- Ámbar 10. Medalla de Oro internacional (Experimental Beer), 2016. World Beer Award